# Petar Hektorović
Petar Hektorović, hvarski renesančni pesnik, * 1487, Stari Grad, Hvar, † 13. marec 1572, Stari Grad, Hvar.
Poznan je po delu Ribanje i ribarsko prigovaranje (1568).